# يوناس تام
يوناس تام (2 فبراير 1992 بتالين في إستونيا - ) (بالإستونية: Joonas Tamm)‏ هو لاعب كرة قدم إستوني في مركز الهجوم. شارك مع منتخب إستونيا تحت 17 سنة لكرة القدم ومنتخب إستونيا تحت 19 سنة لكرة القدم ومنتخب إستونيا تحت 21 سنة لكرة القدم ومنتخب إستونيا لكرة القدم. أما مع النوادي، فقد لعب مع نادي سامبدوريا ونادي فلورا ونادي نوركوبنغ وIF Sylvia ‏ وFC Flora U21 ‏ وViljandi JK Tulevik ‏ ونادي تريليبورج ‏.

## وصلات خارجية
- يوناس تام على موقع الاتحاد الأوربي (الإنجليزية)
- يوناس تام على موقع اتحاد إستونيا (الإنجليزية)
- يوناس تام على موقع اتحاد السويد (السويدية)
- يوناس تام على موقع قاعدة بيانات كرة القدم.إي يو (الإنجليزية)
- يوناس تام على موقع ناشيونال فوتبول تيمز (الإنجليزية)
- يوناس تام على موقع Soccerway.com (الإنجليزية)
- يوناس تام على موقع عالم كرة القدم.نت (الإنجليزية)